# Lũ lụt Emilia-Romagna 2023
Đợt lũ lụt vùng Emilia-Romagna tại Ý năm 2023 là một đợt lũ lụt lớn đang xảy ra ở nhiều thành phố bao gồm Bologna, Cesena, Forlì, Ravenna và Rimini thuộc vùng Emilia-Romagna của nước Ý vào giữa tháng 5 năm 2023. Do sự ảnh hưởng từ hạn hán kéo dài kết hợp với điều kiện thời tiết xấu, các tỉnh thuộc miền Bắc nước Ý đã phải hứng chịu những trận mưa rất lớn từ ngày 2 đến ngày 16 tháng 5 năm 2023 cho đến hiện tại, gây ra hai trận lũ lụt nghiêm trọng, nhấn chìm nhiều thành phố, làm hơn 30,000 người phải di dời nhà cửa và nâng tổng số người chết lên đến 16 người. Với cùng một lượng mưa thường rơi trong vòng 7 tháng đã giảm xuống chỉ trong vòng 2 tuần, gây lũ lụt cho 23 con sông trong khu vực. Hơn nữa, 300 vụ sạt lở đất đã xảy ra trong khu vực và khiến 43 thành phố và thị trấn bị ngập lụt.